# Besloten vennootschap met beperkte aansprakelijkheid (Niederlande)
Die besloten vennootschap met beperkte aansprakelijkheid (wörtlich: geschlossene/private Gesellschaft mit beschränkter Haftung), abgekürzt B.V. oder BV, ist eine niederländische „Kapitalgesellschaft mit beschränkter Haftung“ und entspricht in etwa der deutschen Unternehmergesellschaft. Das belgische Äquivalent ist die besloten vennootschap met beperkte aansprakelijkheid (bvba). Das Recht der BV wurde im Jahr 2012 wesentlich reformiert.

## Mindestkapital und Gründung
Bis zum 30. September 2012 betrug das eingezahlte Kapital mindestens 18.000 Euro, vergleichbar mit den 25.000 Euro der deutschen GmbH. Seit dem 1. Oktober 2012 muss das gezeichnete Kapital nur noch mindestens 0,01 Euro betragen.
Ein Gesellschaftsvertrag (Statuten) wird dazu von den Gründungsmitgliedern verfasst und archiviert. Dieser muss in niederländischer Sprache vorliegen und mindestens Folgendes nennen:
- den Namen der Gesellschaft, der mit B.V. enden oder beginnen muss,
- Sitz der Gesellschaft,
- Zweck der Gesellschaft,
- Höhe des Stammkapitals und Anteile der Gesellschafter und
- die Bedingungen für die Übertragung von Anteilen.

Die Gründung ist nur über einen Notar möglich. Die Gesellschaft muss nach Art. 2:69 BW ins Handelsregister eingetragen werden.
Bis zum 1. Juli 2011 bedurfte es einer Genehmigung des niederländischen Justizministeriums, das eine Unbedenklichkeitsbescheinigung ausstellte. Dies ist seither nicht mehr erforderlich.
Die Übertragung von Anteilen an einer BV muss notariell beurkundet werden.
Ab dem 1. Oktober 2012 hat sich auch die Haftungsregelung grundlegend geändert. Bis dahin hafteten Gesellschafter und Geschäftsführer nur für die Schulden der BV bis zu der Höhe ihrer Kapitaleinlage, außer bei vorsätzlicher Misswirtschaft beziehungsweise ungehöriger Betriebsführung. Jetzt haften Gesellschafter und Geschäftsführer zusätzlich privat, wenn die BV ihre Schulden nicht mehr zahlen kann, nachdem die BV Dividenden ausgeschüttet hat.

## Organe der Gesellschaft
Die BV hat drei Organe:
- Die Jahreshauptversammlung
- Die Geschäftsführung
- Den Aufsichtsrat (wenn in der Satzung vorgesehen)

Die Jahreshauptversammlung muss mindestens einmal im Jahr einberufen werden. Sie ernennt und entlässt die Geschäftsführer und den Aufsichtsrat, stellt die Jahresabschlüsse fest, erteilt Entlastung und beschließt die Vergütung der Geschäftsführer, Satzungsänderungen, die Auflösung der Gesellschaft und Kapitalerhöhungen.
Die Geschäftsführer vertreten die Gesellschaft gerichtlich und außergerichtlich. Die Mitglieder der Geschäftsführung sind einzelvertretungsbefugt, es sei denn die Satzung sieht etwas anderes vor. Von den Geschäftsführern getätigte Geschäfte sind anfechtbar, wenn die Geschäftsführer die Grenzen des Gesellschaftszwecks überschreiten und die Gegenpartei das wusste oder hätte wissen müssen.

## Mehrfachstimmrecht
Eine BV ermöglicht ein sogenanntes Mehrfachstimmrecht („Golden Shares“), das erlaubt, mehr Stimmen zu besitzen als Anteile am Unternehmen. So können beispielsweise die Gründer des Unternehmens weiterhin die Mehrheit der Stimmen auf sich vereinen und das Unternehmen unabhängig leiten, selbst wenn die Mehrheit der Anteile bei externen Investoren liegt. Daher nutzten in der Vergangenheit vermehrt auch deutsche Startups die BV als Rechtsform, da das Mehrfachstimmrecht in Deutschland erst 2023 ermöglicht wurde.